# Wedge International Tower
Wedge International Tower je kancelářský mrakodrap v texaském městě Houston. Má 43 pater a výšku 168 metrů. Byl dokončen v roce 1983 podle projektu firmy 3D/International.